# Potamon (hydrologie)
Pour les articles homonymes, voir potamon.
En hydrologie et limnologie, le potamon (du grec potamos, « rivière ») est la partie inférieure des cours d'eau. Il complète le crénon (zone des sources d'eau et de leurs émissaires) et le rhitron (partie supérieure).
Ces termes sont introduits par Illies et Botosaneanu qui basent la zonation longitudinale des cours sur la distribution spatiale des invertébrés benthiques.
Ils sont utilisés pour différencier d'autres zoocénoses et phytocénoses (macrophytes).

## Caractéristiques
- Importante turbidité
- Un transport important de sédiments fins et de matières organiques en fines particules
- Une baisse du pourcentage d'oxygène présent dans l'eau
- Un écoulement généralement plus lent que dans les parties en amont
- Un lit de plus en plus silteux et argileux
- La faune est essentiellement caractérisé d'espèces eurythermes-thermophiles (espèces très tolérantes aimant surtout la chaleur)
- Une eau plus chaude et eutrophe
- Un retour à des conditions hétérotrophes